# Novocrania anomala
Novocrania anomala är en armfoting som först beskrevs av Otto Friedrich Müller 1776. Enligt Catalogue of Life ingår Novocrania anomala i släktet Novocrania, och familjen Craniidae, men Dyntaxa placerar den istället i släktet Crania. Arten är reproducerande i Sverige. Inga underarter finns listade.